# Харди, Кир
Джеймс Кир Ха́рди (англ. James Keir Hardie; 15 августа 1856, Легбраннок, Норт-Ланаркшир, Шотландия — 26 сентября 1915, Глазго) — политик и журналист, деятель рабочего движения Великобритании.

## Биография
В 10 лет начал работать в шахте. С 1870-х годов участвовал в профсоюзном движении. С 1881 года работал журналистом, писал статьи в духе христианского социализма. В 1888 году основал Шотландскую рабочую партию.
В 1892 году был избран в парламент, в 1893 году стал из основоположников Независимой лейбористской партии. После создания в 1900 году Лейбористской партии являлся одним из её лидеров, в 1906 году стал первым лидером лейбористской фракции в парламенте.
Пытался добиться от Второго интернационала решения об объявлении международной всеобщей забастовки в случае войны. Решение большинства Лейбористской партии поддержать вступление Великобритании в Первую мировую войну привело к его разрыву с коллегами по партии.